# 후쿠시마 공항
후쿠시마 공항(일본어: 福島空港, 영어: Fukushima Airport, IATA：FKS - ICAO：RJSF)은 일본 도호쿠 지방 후쿠시마현에 있는 제3종 공항으로 이시카와군 다마카와촌과 스카가와시에 걸쳐 있으며 2011년 3월 11일 도호쿠 지방 태평양 해역 지진의 영향으로 후쿠시마 제1 원자력 발전소 사고가 발생하면서 방사능 유출로 폐쇄되었다가 2013년 6월 방사능 물질이 감소하면서 재개장했다.

## 역사
- 1993년 3월 20일 : 개항
- 1999년 6월 17일 : 국제선 여객터미널 개장
- 2011년 : 후쿠시마 원자력 발전소 1호기 폭발로 무기한 운행중단
- 2013년 6월 : 방사능 물질 감소로 재개항

## 운항 노선

### 국내선
| 항공사        | 목적지                           |
| ------------- | -------------------------------- |
| ANA 윙스      | 오사카(이타미), 삿포로(신치토세) |
| 아이벡스 항공 | 오사카(이타미)                   |

### 국제선
| 항공사             | 목적지             |
| ------------------ | ------------------ |
| 타이거 항공 타이완 | 타이베이(타오위안) |